# Majonéza

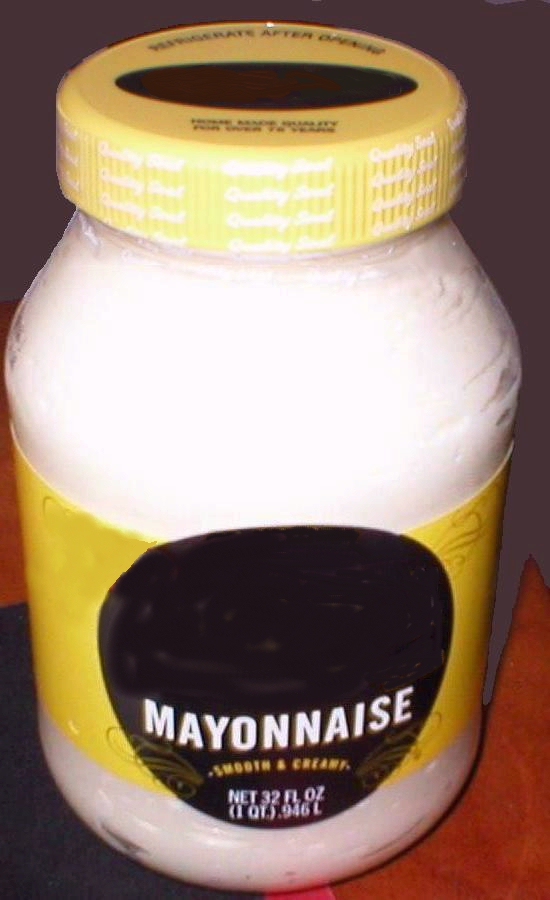
Sklenice s majonézou

Majonéza (z fr. mayonnaise nejistého původu) či majolka je hustá tučná omáčka bílé či nažloutlé barvy vzniklá emulgací oleje a vaječného žloutku.

## Historie
Podle Émile Littré může název pocházet z Port Mahón, hlavního města španělského ostrova Menorca. Když v roce 1756 zvítězil francouzský maršál vévoda Richelieu nad Brity v bitvě o přístav Port Mahon, nechal na počest vítězů připravit velkolepou hostinu. Na ní se měla podávat i omáčka ze smetany a vajec. Smetana se však v kuchyni srazila, a tak ji šéfkuchař z nouze nahradil olejem. Nová omáčka Francouzům zachutnala a rozhodli se jí tak pojmenovat podle místa svého vzniku – mahonnaise.

## Složení
Vyrábí se rozšleháním rostlinného oleje a žloutku, ale lze použít i celé vejce nebo žloutek nahradit mlékem. Majonéza se obvykle dochucuje, např. solí, pepřem, octem či citronovou šťávou, cukrem, hořčicí apod.
Majonéza často tvoří základ dresinků a tatarské a dalších omáček. Přidává se také do řady salátů, včetně bramborového, ve kterých slouží jako pojidlo.
Na výrobu majonézy byla v Československu v roce 1959 stanovena oborová norma, podle níž se majonéza skládá z vaječných žloutků, rostlinného oleje, octa a soli. Mimo jiné bylo určeno, že kilogram majonézy obsahuje 8 vaječných žloutků a že podíl oleje činí 78 %.
Podobnou omáčkou z našlehaných žloutků je holandská omáčka, která se ale na rozdíl od majonézy připravuje za tepla a která místo oleje obsahuje přepuštěné máslo.

## Problém kvality
Zrušením oborových norem počátkem 90. let 20. století došlo ke snížení kvality průmyslově vyráběných majonéz. Ta se výrazně nezlepšila ani po zavedení potravinářské vyhlášky č. 326/2001 Sb., která stanovuje, že podíl oleje v majonéze může být od 10 do 85 % a na kilogram výrobku stačí jeden vaječný žloutek. Majonézy jsou tak nastavovány vodou, zahuštěny zahušťovadly (např. guarovou nebo xanthanovou gumou) a obarveny, aby získaly očekávanou barvu.
Někteří výrobci však nedodržují ani tyto minimální požadavky, což prokázal v roce 2012 rozbor časopisu dTest. Některým výrobcům po provedení testů bylo odebráno ocenění kvality Klasa.